# NGC 450
NGC 450 (другие обозначения — UGC 806, IRAS01129-0107, MCG 0-4-62, UM 311, ZWG 385.52, KCPG 27A, PGC 4540) — спиральная галактика с перемычкой (SBc) в созвездии Кит. Открыта Уильямом Гершелем в 1785 году, описывается Дрейером как «очень тусклый, крупный объект».
Этот объект входит в число перечисленных в оригинальной редакции «Нового общего каталога».
В 1985 году при наблюдении объекта NGC 450 был найден двойной квазар. При этом в области NGC 450 анализировалось 92 объекта, среди которых было идентифицировано 60 одиночных квазаров.